# Heliopais personatus
El avesol asiático, ave de sol asiática o ave del sol asiática (Heliopais personatus) es una especie de ave gruiforme de la familia Heliornithidae endémica del sudeste asiático. Es la única especie del género Heliopais.

## Descripción
El ave sol asiático es un ave acuática, mide unos 53 cm de largo. Posee un fuerte pico color amarillo, un cuello largo y verde, patas lobuladas. Tanto machos como hembras tienen un antifaz y cejas negras que contrastan con una raya blanca en el flanco del cuello. El resto del cuello es de color gris, el pecho es pálido y la espalda, alas y cola son de color marrón. Los machos tienen una barbilla completamente negra, mientras que las hembras tienen un mentón blanco.

## Distribución y hábitat
Se la encuentra en Bangladés, Birmania, Indochina, la península malaya y Sumatra. Su hábitat son los humedales y manglares. Actualmente está considerada una especie vulnerable. No se reconocen subespecies.